# Thorndale, Texas
Thorndale là một thành phố thuộc quận Milam, tiểu bang Texas, Hoa Kỳ. Năm 2010, dân số của xã này là 1336 người.

## Dân số
- Dân số năm 2000: 1278 người.
- Dân số năm 2010: 1336 người.